# Gabriel Island
Gabriel Island är en ö i Kanada.   Den ligger i territoriet Nunavut, i den östra delen av landet, 2 000 km norr om huvudstaden Ottawa. Arean är 24,7 kvadratkilometer.
Terrängen på Gabriel Island är platt. Öns högsta punkt är 184 meter över havet. Den sträcker sig 8,9 kilometer i nord-sydlig riktning, och 10,4 kilometer i öst-västlig riktning.
Trakten runt Gabriel Island består i huvudsak av gräsmarker.